# Evolution (wrestling)
L'Evolution è stata una stable di wrestling attiva in WWE tra il 2003 e il 2005 e, di nuovo, nel 2014. Il gruppo era composto dal capo Triple H e dai suoi seguaci Ric Flair, Batista e Randy Orton.
L'Evolution raggiunse l'apice del suo successo nel dicembre del 2003, quando tutti i membri del gruppo vinsero un titolo: Triple H il World Heavyweight Championship, Randy Orton l'Intercontinental Championship e Batista e Ric Flair il World Tag Team Championship. La stable iniziò lentamente a sciogliersi a partire dall'agosto del 2004, dopo che Randy Orton conquistò il World Heavyweight Championship contro Chris Benoit e fu tradito dai compagni per gelosia. Nel febbraio del 2005 Batista, che nel frattempo aveva vinto la Royal Rumble, decise di lasciare la stable per poter sfidare Triple H a WrestleMania 21 in un match per il World Heavyweight Championship. Nel mese di ottobre l'Evolution si sciolse definitivamente dopo che Ric Flair fu attaccato alle spalle da Triple H.
Nell'aprile del 2014 il gruppo si riunì ufficialmente, ad eccezione di Ric Flair, come parte dell'Authority per contrastare lo Shield (Dean Ambrose, Roman Reigns e Seth Rollins); tuttavia l'alleanza terminò due mesi più tardi poiché Batista decise di abbandonare la WWE.

## Storia

### Formazione (2002–2003)

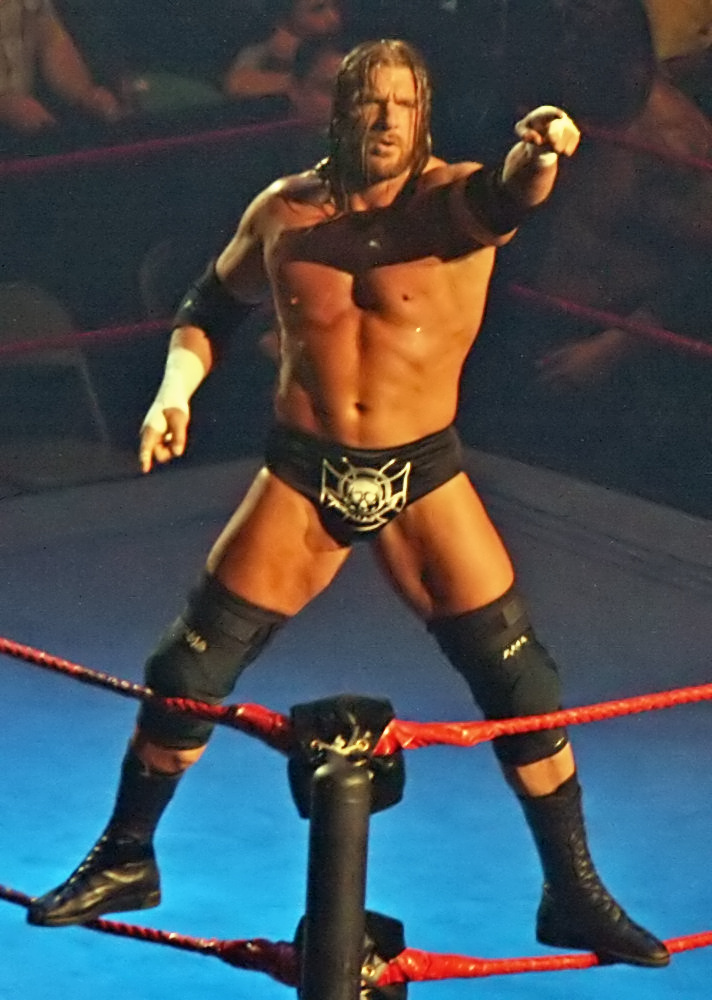
Triple H

L'Evolution venne presentata come un gruppo che raccoglieva al suo interno i migliori wrestler di ogni epoca: il glorioso passato (Ric Flair), il solido presente (Triple H) e il radioso futuro (Batista e Randy Orton).
Nel suo DVD autobiografico intitolato The Kingdom Come (2013), Triple H rivelò che originariamente doveva essere Mark Jindrak il quarto membro dell'Evolution; Jindrak aveva anche preso parte ad alcune riprese con il resto del gruppo, ma i suoi eccessivi tentennamenti fecero ricadere la scelta finale su Batista.
Il 22 settembre 2002, al pay-per-view Unforgiven, Triple H ha difeso il World Heavyweight Championship contro Rob Van Dam; durante il match Ric Flair è salito sul ring e ha usato lo sledgehammer di Triple H fingendo di colpirlo, per poi invece colpire Van Dam e permettere a Triple H di ottenere la vittoria. Da quel momento in poi Flair ha continuato ad accompagnare sul ring Triple H come suo manager.
Poco tempo dopo Batista è trasferito a Raw e anch'egli è stato spesso accompagnato sul ring da Flair. Il 20 gennaio 2003 il figlio di "Cowboy" Bob Orton, Randy Orton, si è unito a Batista, Ric Flair e Triple H in un attacco ai danni di Scott Steiner. Due settimane dopo il gruppo ha assalito anche Tommy Dreamer; Triple H ha così chiarito il concetto di base della sua nuova fazione, denominata Evolution: i quattro wrestler erano esempi di evoluzione del wrestling, partendo dal passato (Ric Flair), al presente (Triple H) e al futuro (Batista e Randy Orton). In quel periodo Batista era stato tuttavia costretto a rimanere lontano dai ring per quasi otto mesi a causa di uno strappo al tricipite e non poté quindi partecipare ai match del gruppo.

### Dominio (2003–2004)

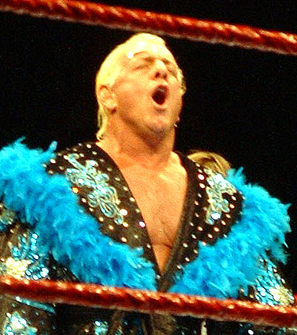
Ric Flair

Il 15 giugno 2003 a Bad Blood Ric Flair ha sconfitto Shawn Michaels dopo che Randy Orton ha colpito Michaels con una sedia, mentre Triple H ha difeso con successo il World Heavyweight Championship in un Hell in a Cell match contro Kevin Nash. Tre mesi dopo, a Unforgiven, Randy Orton, che a quel tempo ricopriva la gimmick del "Legend Killer", ha sconfitto Shawn Michaels, mentre Triple H ha perso il World Heavyweight Championship contro Goldberg. Nella puntata di Raw del 29 settembre Triple H ha emesso una taglia da 100.000 dollari sulla testa del nuovo campione e tre settimane più tardi Batista ha fatto il suo rientro dall'infortunio nel corso di un match tra Goldberg e Shawn Michaels, attaccando entrambi con una sedia. Alle Survivor Series Randy Orton ha partecipato al 5-on-5 elimination tag team match tra il Team Austin (Booker T, Bubba Ray Dudley, D-Von Dudley, Rob Van Dam e Shawn Michaels) e il Team Bischoff (Chris Jericho, Christian, Mark Henry, Randy Orton e Scott Steiner), di cui faceva parte e che ha portato alla vittoria come unico "sopravvissuto". Quella stessa notte Triple H non è riuscito a riconquistare il titolo contro Goldberg. L'Evolution ha raggiunto l'apice della sua esistenza il mese seguente al pay-per-view Armageddon, dove tutti i membri del gruppo hanno vinto un titolo: Triple H ha riconquistato il World Heavyweight Championship in un triple threat match contro Goldberg e Kane; Randy Orton ha vinto l'Intercontinental Championship in un match singolo contro Rob Van Dam; mentre Batista e Ric Flair hanno vinto il World Tag Team Championship in un tag team turmoil match contro altri sei tag team, tra cui i Dudley Boyz campioni in carica.

Il 25 gennaio alla Royal Rumble l'Evolution ha continuato il suo momento positivo: Batista e Ric Flair hanno difeso con successo il World Tag Team Championship contro gli ex campioni, mentre Triple H ha mantenuto il World Heavyweight Championship dopo che il Last Man Standing match contro Shawn Michaels è terminato in no contest; Randy Orton ha invece preso parte al Royal Rumble match come secondo partecipante, ma è stato il diciottesimo eliminato per mano di Mick Foley dopo 33:47 di permanenza sul ring. Batista e Flair hanno perso il World Tag Team Championship nella puntata di Raw del 16 febbraio contro Booker T e Rob Van Dam, ma lo hanno riconquistato nella puntata di Raw del 22 marzo. A WrestleMania XX l'Evolution ha sconfitto la Rock 'n' Sock Connection (Mick Foley e The Rock) in un 3-on-2 handicap match, ma Triple H ha perso il World Heavyweight Championship a favore di Chris Benoit in un triple threat match che includeva anche Shawn Michaels. A Backlash Ric Flair è stato sconfitto da Shelton Benjamin, mentre Randy Orton ha difeso con successo l'Intercontinental Championship contro Mick Foley, in quell'occasione con il personaggio di Cactus Jack, in un hardcore match; Triple H non è invece riuscito a riconquistare il World Heavyweight Championship in una rivincita contro Benoit e Michaels. Batista e Flair hanno poi perso il World Tag Team Championship contro Benoit e Edge nella puntata di Raw del 19 aprile. Triple H e Shawn Michaels hanno poi proseguito la loro rivalità a Bad Blood, dove Triple H lo ha sconfitto in un Hell in a Cell match che ha posto fine alla loro faida.

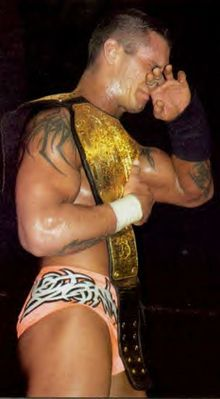
Randy Orton

Nella metà del 2004 il debuttante Eugene, ragazzo con disturbi mentali e nipote del general manager di Raw, Eric Bischoff, è stato reso un "membro onorario" dell'Evolution. Quando l'angle si è concluso è stato però rivelato che Triple H lo aveva solamente usato per scopi personali. A Vengeance 2004 Eugene ha accidentalmente causato la sconfitta di Triple H in un match titolato contro Chris Benoit. Nel corso della stessa serata Randy Orton è stato sconfitto da Edge e ha perso l'Intercontinental Championship dopo un regno durato sette mesi. Triple H ha ricevuto la sua ultima occasione di vincere il World Heavyweight Championship nella puntata di Raw del 26 luglio in un Iron Man match contro Benoit, ma è stato sconfitto nuovamente a causa dell'intervento di Eugene. Precedentemente, quella stessa notte, Randy Orton aveva vinto una battle royal sancita per decretare il primo sfidante per il World Heavyweight Championship: come risultato ciò, il main event di SummerSlam sarebbe stato un match tra Orton e Benoit con il titolo in palio. Orton è riuscito a vincere il titolo ed è così diventato il più giovane campione del mondo nella storia della WWE all'età di 24 anni e 137 giorni. Dopo aver difeso con successo il titolo contro Benoit la sera dopo a Raw, tuttavia, Orton è stato cacciato dal gruppo: Batista aveva issato sulle sue spalle Orton in quello che sembrava essere un gesto di celebrazione, ma seguendo il pollice verso di Triple H lo ha scagliato a terra e il gruppo ha cominciato ad attaccarlo.
A Unforgiven Triple H ha sconfitto Randy Orton grazie all'aiuto di Batista, Jonathan Coachman e Ric Flair, riconquistando così il World Heavyweight Championship. La faida tra l'Evolution e Orton è proseguita fino alle Survivor Series, dove la squadra capitanata da Triple H (Batista, Edge, Gene Snitsky e Triple H) è stata sconfitta da quella di Orton (Chris Benoit, Chris Jericho, Maven e Randy Orton) in un 5-on-5 tag-team elimination match con in palio il controllo di Raw nel corso del mese successivo. Nella puntata di Raw del 6 dicembre il World Heavyweight Championship è stato dichiarato vacante dopo che un triple threat match, valido per il titolo, tra Chris Benoit, Edge e il campione Triple H si è concluso con un caso di doppia sottomissione-schienamento: Benoit aveva costretto Edge alla resa con la Crippler Crossface mentre quest'ultimo lo schienava al tappeto. Il general manager di Raw Eric Bischoff ha quindi deciso di mettere in palio il vacante World Heavyweight Championship a New Year's Revolution in un Elimination Chamber match tra Batista, Chris Benoit, Chris Jericho, Edge, Randy Orton e Triple H; l'incontro avrebbe avuto anche Shawn Michaels come arbitro speciale.

### Scioglimento (2004–2005)

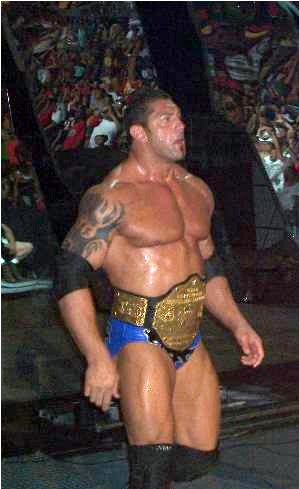
Batista

Nell'Elimination Chamber match svoltosi il 9 gennaio 2005 Batista, Randy Orton e Triple H sono stati gli ultimi tre wrestler rimasti sul ring: Orton ha eliminato Batista dopo aver eseguito una RKO, ma Triple H lo ha schienato con l'aiuto dello stesso Batista, vincendo per la quinta volta il World Heavyweight Championship, suo decimo titolo del mondo complessivo. Dopo che Orton è diventato ancora una volta il primo sfidante, Triple H ha suggerito a Batista di non partecipare all'annuale Royal Rumble match, affinché il gruppo si concentrasse sul suo match contro Orton per il World Heavyweight Championship; Batista ha però declinato ciò e ha partecipato al match, vincendolo dopo aver eliminato per ultimo John Cena. Quella stessa sera Triple H aveva precedentemente sconfitto Orton grazie all'aiuto di Ric Flair; durante il match Orton ha subìto una commozione cerebrale che lo ha costretto a rimanere lontano dai ring per qualche tempo (kayfabe), terminando di fatto la rivalità tra i due.
Dopo la Royal Rumble Triple H ha cercato di convincere Batista a sfidare John Bradshaw Layfield per il WWE Championship, in modo da farlo passare a SmackDownǃ e non doverlo affrontare di persona. Triple H ha quindi iniziato a "tracciare" una faida tra JBL e Batista, mostrando a quest'ultimo un'intervista falsa in cui un presunto JBL lo insultava e mettendo in scena un attacco alla limousine di Bradshaw. Il piano non ha però avuto successo e alla cerimonia della firma del contratto che avrebbe decretato il main event di WrestleMania 21 Batista ha scelto di rimanere a Raw per sfidare Triple H, abbandonando così l'Evolution. Batista ha sconfitto Triple H a WrestleMania 21 e ha vinto il World Heavyweight Championship per la prima volta in carriera. Batista ha difeso e mantenuto il titolo in due rivincite tenutisi a Backlash e Vengeance, quest'ultimo in un Hell in a Cell match. Al termine dell'incontro di Vengeance Batista e Triple H hanno fatto pace nel backstage e hanno concluso la loro faida.
In seguito Batista è passato nel roster di SmackDown! per effetto della "draft lottery", mentre Ric Flair è diventato face e ha vinto l'Intercontinental Championship; Triple H si è invece preso un periodo di pausa per guarire da infortuni minori. Nonostante l'abbandono di Batista sia stato il colpo di grazia per la fine dell'Evolution, la rottura definitiva e lo scioglimento ufficiale è avvenuto il 3 ottobre di quello stesso anno, nella puntata speciale di Raw Homecoming, quando Triple H ha attaccato Flair al termine di un match. I due hanno poi iniziato una breve faida, conclusasi il 27 novembre alle Survivor Series, in un Last Man Standing match vinto da Triple H.

### Riunione (2014)
Il 7 aprile 2014, la sera dopo WrestleMania XXX, Batista e Randy Orton hanno collaborato per affrontare gli Usos (Jimmy e Jimmy Uso) in un tag team match valido per i WWE Tag Team Championship, ma l'incontro è terminato in no contest poiché entrambe le coppie sono state contate fuori dal ring. La stessa sera i due, insieme a Kane, hanno attaccato Daniel Bryan, il quale avrebbe dovuto difendere il WWE Championship contro Triple H, ma sono stati fermati dallo Shield (Dean Ambrose, Roman Reigns e Seth Rollins), il quale ha permesso a Bryan di mantenere il titolo per squalifica.
Nella puntata di Raw del 14 aprile Batista, Randy Orton e Triple H hanno riformato l'Evolution dopo nove anni, attaccando i membri dello Shield al termine di un 11-on-3 Handicap match. L'Evolution è stata tuttavia sconfitta dallo Shield sia ad Extreme Rules sia a Payback (in quest'ultimo caso in un Six-man Elimination Tag Team match in cui nessun membro dello Shield è stato eliminato). Nella puntata di Raw del 2 giugno Batista ha abbandonato la WWE poiché la sua richiesta per un match titolato gli era stata negata da Triple H (kayfabe). Dopo l'abbandono di Batista, nonostante Orton e Triple H fossero ancora alleati come membri dell'Authority, tutti i riferimenti all'Evolution sono stati ritirati.

## Nel wrestling

### Mosse finali
- Batista
  - Batista Bomb (Sitout powerbomb)[57]
- Randy Orton
  - RKO (Jumping cutter)[58]
- Ric Flair
  - Figure Four (Figure-four leglock)[59]
- Triple H
  - Pedigree (Double underhook facebuster)[60]

### Soprannomi
- Batista
  - "The Animal"[57]
- Randy Orton
  - "The Legend Killer"[58]
- Ric Flair
  - "The Nature Boy"[59]
- Triple H
  - "The Game"[60]

### Musiche d'ingresso
- Evolve di Jim Johnston (10 febbraio 2003–16 giugno 2003)
- Line in the Sand dei Motörhead (23 giugno 2003–3 ottobre 2005; 14 aprile 2014–2 giugno 2014)

## Titoli e riconoscimenti
- - World Heavyweight Championship (5)[61] – Triple H (4) e Randy Orton (1)
  - WWE Intercontinental Championship (2)[62] – Randy Orton (1) e Ric Flair (1)
  - World Tag Team Championship (2)[63] – Batista e Ric Flair
  - Royal Rumble (edizione 2005)[64] – Batista